# Académie des sciences d'Afrique du Sud
L'Académie des sciences d'Afrique du Sud (Academy of Science of South Africa, ASSAf) est l'académie des sciences nationale de ce pays. Elle a été lancée en 1996 et englobe tous les domaines du travail scientifique. Son fondement juridique est l' Academy of Science of South Africa Act, Act 67 of 2001, qui est entrée en vigueur en mai 2002.  
L'Académie des sciences d'Afrique du Sud (ASSAf) a été inaugurée en mars 1996 par l'ancien président de l'Afrique du Sud et parrain de l'Académie, Nelson Mandela.  
Le mandat de l'Académie englobe tous les domaines de la recherche scientifique et comprend toute la diversité des éminents scientifiques sud-africains. Depuis sa création, l'ASSAf est passée d'une petite organisation émergente à une académie bien établie. À ce jour, l'Académie compte 338 membres.  

## Histoire
Pendant environ un siècle, l'Académie nationale des sciences comprenait deux institutions distinctes - la Société royale d'Afrique du Sud (sur le modèle de la Royal Society du Royaume-Uni) et l'Académie sud-africaine des sciences et des arts (Suid-Afrikaanse Akademie van Wetenskap en Kuns,en abrégé SAAWEK). La SAAWEK avait une orientation en afrikaans et était fortement soutenue par les entreprises sud-africaines. Basée à Pretoria, elle a été créée en 1909 et a été l'académie nationale (le statut a été adopté en 1950) jusqu'à la démocratie en 1994. Il était structuré en deux « facultés » : les sciences humaines et naturelles, avec un journal pour chacune. Bien qu'il remette encore de nombreuses médailles et prix, il n'est plus reconnu comme l'académie nationale des sciences d'Afrique du Sud. 
À l'aube de la démocratie au début des années 90, il s'est avéré qu'un nouveau modèle était nécessaire. La Fondation pour la recherche et le développement (maintenant la National Research Foundation) a invité la Royal Society of South Africa (RSSAf), la SAAWEK et l'Agricultural Economics Association of South Africa (AEASA) à planifier une nouvelle Académie. 
Des débats animés s'ensuivirent avec la communauté scientifique sud-africaine en pleine mutation. Il a été convenu qu'un modèle démocratique basé sur une enquête empirique était essentiel pour la nouvelle Académie, incluant tous les principaux universitaires sud-africains. En 1994, un plan et un projet de constitution ont été adoptés. 
En 1995, 100 membres fondateurs ont été élus et l'Académie des sciences d'Afrique du Sud a été lancée en 1996 avec le président Nelson Mandela à l'époque comme patron. Lorsque le statut ASSAf a été adopté, la loi 67 de 2001 et le statut de la SAAWEK a été abrogé, l'ASSAf est devenu l'académie officielle des sciences d'Afrique du Sud. L'Académie avait une niche centrale qui différait de l'académie précédente : plutôt que d'avoir une fonction simplement honorifique, elle devait fournir des avis professionnels et indépendants fondés sur des preuves. Grâce à une subvention du Département des sciences et de la technologie (en) (DST), l'Académie a déménagé dans le centre de Pretoria. 
En 2001, le DST a commandé la première étude de l'Académie sur les revues savantes sud-africaines. L'étude consistait en un comité directeur comprenant un certain nombre de parties prenantes et un groupe de consensus qui publierait plus tard un rapport contenant un certain nombre de recommandations. En 2006, le rapport intitulé A Strategic Approach to Research Publishing in SA a été publié. 
L'année 2004 a marqué une percée lorsque l'Initiative de développement des académies des sciences africaines (ASADI) dirigée par les académies nationales des États-Unis a choisi l'ASSAf comme partenaire intensif, garantissant le financement et le mentorat pendant 5 à 7 ans. Cela a conduit au premier symposium sur la théorie de la pratique fondée sur des preuves et les meilleures pratiques. 
Cela a été suivi par l'étude sur le VIH / sida, la tuberculose et la nutrition, la première étude de consensus auto-initiée par l'ASSAf. Le rapport a été rendu public à la mi-2007. 
Les études en cours comprennent : 
- État des sciences humaines en Afrique du Sud
- Étude de doctorat: améliorer la production des étudiants de troisième cycle en Afrique du Sud
- Livres savants: leur production, leur utilisation et leur évaluation en Afrique du Sud aujourd'hui
- Recherche clinique et formation connexe en Afrique du Sud
- Amélioration de l'évaluation nutritionnelle en Afrique du Sud
- Villes bas carbone
- Étude par forum sur l'enseignement des sciences, de la technologie, de l'ingénierie et des mathématiques (STIM)
- Étude basée sur un forum sur la science pour la réduction de la pauvreté

L'Académie a créé un certain nombre de récompenses, les plus notables étant les médailles d'or Science-for-Society, dont deux sont décernées chaque année. En collaboration avec le DST et l'Académie des sciences pour le monde en développement (TWAS), le prix annuel TWAS pour les jeunes scientifiques est décerné. La bourse Sydney Brenner est également décernée par ASSAf, ainsi que des prix et des certificats de mérite. 
EN 2001, l'Académie a repris la publication du South African Journal of Science (en) (SAJS), une revue indexée par l'ISI. L'Académie a joué un rôle déterminant dans la création de SciELO SA, une plate-forme de revues en libre accès entièrement indexée. Le SAJS a été le premier journal à être téléchargé sur cette plateforme. 
En 2004, l'Académie a lancé Quest: Science for South Africa, un magazine scientifique trimestriel populaire, devenu le premier magazine scientifique d'Afrique du Sud[réf. nécessaire]. De plus, un bulletin trimestriel est publié. L'Académie a également publié un certain nombre de déclarations sur différents de sujets tels que la xénophobie, le changement climatique et l'acidification des océans, à la fois en soi et en collaboration avec d'autres académies des sciences. 
Depuis 2018, la professeure Roseanne Diab en est la directrice générale. 

## Objectifs
L'objectif principal de l'Académie est de promouvoir et d'appliquer la pensée scientifique au service de la société. À cette fin, l'Académie: 
- Utiliser le terrain commun des connaissances et des activités scientifiques pour éliminer les barrières entre les personnes et les obstacles au plein développement de leurs capacités intellectuelles;
- S'efforcer par tous les moyens possibles d'inspirer, de promouvoir et de reconnaître l'excellence dans la pratique scientifique et technique;
- Enquêter et faire rapport publiquement sur diverses questions, à sa discrétion ou à la demande du gouvernement ou d'organisations de la société civile, pour promouvoir et appliquer la pensée scientifique au service de la société;
- Promouvoir l'enseignement des sciences et une culture des sciences dans la population en général;
- Maintenir une stricte indépendance tout en consultant les autres organisations et individus de la manière la plus large possible;
- S'efforcer d'établir et de développer des relations étroites avec des organisations scientifiques en Afrique du Sud et avec des académies similaires dans d'autres pays; et
- Prendre toute autre mesure qu'il jugera nécessaire pour atteindre son objectif clé.

## Pertinence
Les priorités stratégiques de l'Académie sont étroitement liées à celles de la nation, en se concentrant en particulier sur la nécessité d'une disponibilité considérablement accrue de capital humain de haut niveau et d'une utilisation accrue des meilleures compétences intellectuelles du pays pour générer des conseils politiques fondés sur des preuves qui sont pratiquement réalisable. 
L'Académie est alignée sur la politique nationale telle que dictée dans le Livre blanc sur la science et la technologie et la stratégie nationale de recherche et développement. Il vise également à répondre à d'autres priorités nationales, telles que l'Initiative de croissance accélérée et partagée pour l'Afrique du Sud, l'Initiative conjointe pour l'acquisition de compétences prioritaires et les Grands défis du Département des sciences et de la technologie . 